# Утениязов, Алланияз
Алланияз Утениязов (узб. Allaniyoz Uteniyozov; 1 июня 1936, Кегейлийский район, Каракалпакская АССР — 27 января 2006 Ташкент) — учитель, филантроп, Герой Узбекистана (2001), народный учитель Узбекистана (1992), заслуженный работник народного образования Каракалпакской АССР.

## Биография
Алланияз Утениязов родился 1 июня 1936 года в ауле Казаяклы Кегейлийского района Каракалпакской АССР. Отец — Утенияз Ерниязов погиб в битве на Курской дуге в 1943 году. Оставшись одна с тремя детьми, мать Алланияза в 1949 году перебралась к своим родным в аул Узынкуль в Нукусском районе. Алланияз перешёл на учёбу в школу имени Пушкина в Нукусе, после окончания которой, в 1958 году поступил в Каракалпакский государственный педагогический институт (сейчас Нукусский государственный педагогический институт им. Ажинияза), став студентом факультета иностранных языков. После окончания института в 1962 году, в течение 40 лет проработал преподавателем английского языка в сельской средней школе № 4 Нукусского района. С 1999 года руководил фермерским хозяйством «Саховат».
С 1954 года Алланияз Утениязов начал заниматься благотворительной деятельностью, во время летнего отпуска, он на собственные средства строил жильё для малоимущих семей и людей с ограниченными возможностями. Всего, в течение всей своей жизни, построил 42 жилых дома, 2 школы, 2 детских сада, 2 акушерских пункта и 1 библиотеку. Помимо этого, Утениязов на безвозмездной основе оказывал помощь нуждающимся и пожилым людям не имеющим родных, капитально отремонтировав 174 дома. 
После публикации статьи об  Алланиязе Утениязове, вышедшей в газете «Семья» от 14 декабря 1990 года, он стал получать письма со всех концов страны и из-за рубежа. Алланиязу Утениязову писали и выражали ему своё восхищение Муслим Магомаев, Алла Пугачева, Владимир Кличко. Одно из писем он получил от Фиделя Кастро, в котором он, в частности писал:
Вы своей человечностью стоите выше всех людей. Эти ваши труды будут служить примером в воспитании подрастающего поколения. Я преклоняюсь перед Вами.
Алланияз Утениязов в 1986 году был удостоен почётного звания заслуженный работник народного образования Каракалпакской АССР, в 1992 году — народный учитель Республики Узбекистан, в 1995 году стал кавалером ордена «Мехнат Шухрати». За выдающиеся заслуги перед Узбекистаном в 2001 году ему было присвоено звание Героя Узбекистана.
Алланияз Утениязов скончался 27 января 2006 года в Ташкенте.

## Награды и премии
- Герой Узбекистана (2001)
- Орден «Мехнат шухрати» (1995)
- Народный учитель Республики Узбекистан (1992)
- Заслуженный работник народного образования Каракалпакской АССР (1986)